# Гран-при Николя Франца
Гран-при Николя Франца (фр. Grand Prix Nicolas Frantz) — шоссейная однодневная велогонка, проходившая по территории Люксембурга с 2010 по 2011 год.

## История
Гонка была создана в 2010 году и проводилась всего два года, на протяжении которых входила в Женский мировой шоссейный календарь UCI. Оба раза она прошла под разными названиями в честь знаменитых уроженцев города Мамер:
- в 2010 году как Гран-при Мамерануса (фр. Grand Prix Mameranus) — в честь Николауса Мамерануса[люкс.], поэта и писателя первой половины XVI века[1]
- в 2011 году как Гран-при Николя Франца (фр. Grand Prix Nicolas Frantz) — в честь Николя Франца, двукратного победителя Тур де Франс в 1927 и 1928 годах[2]

Старт и финиш гонки располагался в Мамере, а дистанция состояла из двух разных кругов. Сначала следовал большой круг протяжённостью 54,1 км по маршруту Мамер — Диппах — Гарних — Кёрих — Мерш — Копсталь — Мамер. Он полностью повторял аналогичный круг на гонке Гран-при Эльзи Якобс, только имевшим место старта и финиша в Гарнихе. А затем в окрестностях Мамера следовало преодолеть малый круг протяжённостью 7,1 км 8 раз. Общая протяжённость дистанции составляла 110,9 км.
В 2012 году гонка объединилась с двумя другим однодневными гонками: командной Городской трофей Эльзи Якобс и групповой Гран-при Эльзи Якобс в новую многодневную гонку под названием Фестиваль Эльзи Якобс.

## Призёры
| Год  | Победитель    | Второй         | Третий        |
| ---- | ------------- | -------------- | ------------- |
| 2010 | Эмма Юханссон | Эвелин Стивенс | Корин Хиркенс |
| 2011 | Марианна Вос  | Юдит Арндт     | Эмма Юханссон |